# Championnat de France des rallyes 2019
Navigation
2018 2020
La saison 2019 du championnat de France des rallyes se déroule du 15 mars au 24 novembre 2019. Cette saison conserve l'ensemble des épreuves de la saison précédente.
Pour le championnat Terre, après l'annulation du Rallye Terre du Diois en 2018, cette épreuve est remplacée par le Rallye Terre du Haut-Var qui redonne vie au mythique Rallye des 1000 Pistes.

## Épreuves de la saison 2019 du Championnat de France des rallyes
| Manche | Date                      | rallye                    | Vainqueur      | Copilote          | Voiture                |
| ------ | ------------------------- | ------------------------- | -------------- | ----------------- | ---------------------- |
| 1      | 15 mars-16 mars           | Rallye du Touquet         | Nicolas Ciamin | Yannick Roche     | Volkswagen Polo GTI R5 |
| 2      | 19 avril-20 avril         | Rallye Lyon-Charbonnières | Yoann Bonato   | Benjamin Boulloud | Citroën C3 R5          |
| 3      | 18 mai-19 mai             | Rallye d'Antibes          | Yohan Rossel   | Benoît Fulcrand   | Citroën C3 R5          |
| 4      | 14 juin-16 juin           | Rallye Vosges Grand Est   | Yohan Rossel   | Benoît Fulcrand   | Citroën C3 R5          |
| 5      | 4 juillet-6 juillet       | Rallye du Rouergue        | Yohan Rossel   | Benoît Fulcrand   | Citroën C3 R5          |
| 6      | 5 septembre-7 septembre   | Rallye du Mont-Blanc      | Yohan Rossel   | Benoît Fulcrand   | Citroën C3 R5          |
| 7      | 27 septembre-29 septembre | Rallye Cœur de France     | Yoann Bonato   | Benjamin Boulloud | Citroën C3 R5          |
| 8      | 24 octobre-26 octobre     | Critérium des Cévennes    | Yoann Bonato   | Benjamin Boulloud | Citroën C3 R5          |
| 9      | 22 novembre-24 novembre   | Rallye du Var             | Sébastien Loeb | Laurène Godey     | Hyundai i20 Coupe WRC  |

## Épreuves de la saison 2019 du Championnat de France des rallyes Terre
| Manche | Date                   | rallye                       | Vainqueur                                          | Copilote                                           | Voiture                                            |
| ------ | ---------------------- | ---------------------------- | -------------------------------------------------- | -------------------------------------------------- | -------------------------------------------------- |
| 1      | 6 avril-7 avril        | Rallye Terre des Causses     | Thibault Durbec                                    | Jacques-Julien Renucci                             | Citroën DS3 WRC                                    |
| 2      | 4 mai-5 mai            | Rallye Terre de Castine      | Thibault Durbec                                    | Jacques-Julien Renucci                             | Citroën DS3 WRC                                    |
| 3      | 28 juin-30 juin        | Rallye Terre du Haut-Var     | Thibault Durbec                                    | Jacques-Julien Renucci                             | Citroën DS3 WRC                                    |
| 4      | 19 juillet-21 juillet  | Rallye Terre de Langres      | Michel Sylvain                                     | Anthony Gorguilo                                   | Škoda Fabia R5                                     |
| 5      | 30 août-1 septembre    | Rallye Terre de Lozère       | Lionel Baud                                        | Lucie Baud                                         | Citroën DS3 WRC                                    |
| 6      | 11 octobre-13 octobre  | Rallye Terre des Cardabelles | Rallye stoppé puis annulé après un accident mortel | Rallye stoppé puis annulé après un accident mortel | Rallye stoppé puis annulé après un accident mortel |
| 7      | 8 novembre-10 novembre | Rallye Terre de Vaucluse     | Thibault Durbec                                    | Jacques-Julien Renucci                             | Citroën DS3 WRC                                    |